# SN 2010cw
SN 2010cw – supernowa odkryta 11 kwietnia 2010 roku w galaktyce A093356+3848. W momencie odkrycia miała maksymalną jasność 17,80m.